# Lichterfelde (Sassonia-Anhalt)
Lichterfelde è una frazione del comune tedesco di Altmärkische Wische, nella Sassonia-Anhalt.